# سیه لاخ
سیه لاخ، روستایی از توابع بخش باخرز شهرستان تایباد در استان خراسان رضوی ایران است.

## جمعیت
این روستا در دهستان باخرز قرار دارد و براساس سرشماری مرکز آمار ایران در سال ۱۳۸۵، جمعیت آن ۴۴۳ نفر (۹۹خانوار) بوده‌است.